# Bakers Brook Pond
Der Bakers Brook Pond ist ein See im Gros-Morne-Nationalpark in der kanadischen Provinz Neufundland und Labrador.

## Lage
Der Bakers Brook Pond befindet sich in den Long Range Mountains im Westen der Insel Neufundland. Der langgestreckte See hat eine Länge von 9,1 km und eine maximale Breite von 1,1 km. Die Wasserfläche beträgt 7,4 km². Der Bakers Brook Pond ist in Ost-West-Richtung ausgerichtet. Er wird im Süden von den 756 m hohen Rocky Harbour Hills, im Norden vom 795 m hohen Big Level flankiert. Der See wird über den Bakers Brook nach Westen zum Sankt-Lorenz-Golf entwässert.
Der Bakers Brook Pond wurde ähnlich wie der 7,5 km weiter nördlich gelegene Western Brook Pond vor etwa 25.000 bis 10.000 Jahren während der letzten Kaltzeit durch Gletscher geformt. Die Gletscher sind in der Zwischenzeit abgeschmolzen und damit einhergehend hat sich das Land gehoben. Der See liegt heute auf einer Höhe von 110 m und weist eine maximale Wassertiefe von 118 m auf.